# Acentrinops brevicollis
Espèce
Acentrinops brevicollis est une espèce de Coléoptères de la famille des Curculionidae

## Systématique
L'espèce Acentrinops brevicollis est décrite en 1920 par Thomas Lincoln Casey.
Acentrinops brevicollis a pour synonyme Zygobaris centrinoides Green, 1920.